# Charalampos Taiganidis
Charalampos Taiganidis es un deportista griego que compitió en natación adaptada. Ganó diez medallas en los Juegos Paralímpicos de Verano entre los años 2004 y 2012.

## Palmarés internacional
| Juegos Paralímpicos | Juegos Paralímpicos   | Juegos Paralímpicos | Juegos Paralímpicos |
| Año                 | Lugar                 | Medalla             | Prueba              |
| ------------------- | --------------------- | ------------------- | ------------------- |
| 2004                | Atenas (Grecia)       | Medalla de oro      | 100 m espalda S13   |
| 2004                | Atenas (Grecia)       | Medalla de oro      | 100 m mariposa S13  |
| 2004                | Atenas (Grecia)       | Medalla de plata    | 50 m libre S13      |
| 2008                | Pekín (China)         | Medalla de oro      | 100 m espalda S13   |
| 2008                | Pekín (China)         | Medalla de oro      | 100 m libre S13     |
| 2008                | Pekín (China)         | Medalla de plata    | 50 m libre S13      |
| 2008                | Pekín (China)         | Medalla de plata    | 100 m mariposa S13  |
| 2008                | Pekín (China)         | Medalla de plata    | 200 m estilos SM13  |
| 2008                | Pekín (China)         | Medalla de bronce   | 400 m libre S13     |
| 2012                | Londres (Reino Unido) | Medalla de bronce   | 100 m espalda S13   |